# بيير يوريس
بيير يوريس (بالفرنسية: Pierre Joris) هو أستاذ جامعي ومترجم وشاعر لوكسمبورغي، ولد في 14 يوليو 1946 في ستراسبورغ في فرنسا.

## وصلات خارجية
- الموقع الرسمي